# Kasos
Kasos (também grafado: Kassos; em grego: Κάσος; latim: Casus; em italiano:  Caso; em turco:  Kaşot) é uma ilha e município situada no sudoeste do arquipélago grego do Dodecaneso, 7 km a sudoeste da ilha de Cárpatos e 45 km a nordeste da ilha de Creta. Com uma área de 49,5 km² e 990 habitantes (2001), é a ilha mais a sul do mar Egeu, cujo limite marca. Integra, com outras ilhas desabitadas, o município de Kasos, a qual abrange um território com uma superfície total de 69,46 km².

## Geografia
A ilha de Kasos situa-se no sudoeste do arquipélago do Dodecaneso, entre as ilhas de Cárpatos e Creta. Com uma superfície de 49,5 km², a ilha principal tem uma forma elíptica, com 17 km de comprimento e 6 km de largura máxima. O território da ilha é acidentado, tendo o seu ponto culminante no Monte Prionas, a 601 m acima do nível médio do mar. Apesar da sua baixa altitude e do clima seco, a ilha dispõe de pouco água doce nativa, o que obriga ao recurso à dessalinização da água do mar.
O canal entre a ilha de Kasos e a ilha de Creta, denominado estreito de Kasos, é uma das principais vias de entrada das águas modificadas do Atlântico, que percorrem a superfície do Mediterrâneo, no mar de Creta.
Administrativamente, a ilha de Kasos integra o Município de Kasos, o qual, para além da ilha principal, inclui diversos ilhéus e pequenas ilhas desabitados, as maiores das quais são Armathia e Makronisi. A superfície total do município é de 69,464 km².
Na ilha existem atualmente cinco povoações: Fri (também grafado Fry; grego: Φρυ) com 335 habitantes; Agia Marina (Αγία Μαρίνα), com 393 habitantes; Panagia (Παναγία), com 17 habitantes; Poli (Πόλι), com 78 habitantes; e Arvanitohori (Αρβανιτοχώρι), com 167 habitantes. Embora Agia Marina seja a localidade mais populosa, Fri, uma vila fundada em 1830, é actualmente a capital do município, albergando o porto que serve a ilha.
Quase todas os povoados são perto da costa norte da ilha, centrados em torno da pequena baía de Emborios (a antiga Emporion, o velho porto da ilha). Situada mais para o interior da ilha, perto da moderna Poli ou Polion (grego para cidade), existiu a antiga cidade de Kasos, actualmente em ruínas. Uma planície do sul da ilha denomina-se Argos, topónimo provavelmente derivado da cidade de Argos.
A ilha é servida pelo Aeroporto de Aghia Marina, uma estrutura aeronáutica pública municipal localizada na costa da ilha nas vizinhanças de Aghia Marina e de Fri. O aeroporto recebe carreiras regulares de transporte aéreo, ligando Kasos às ilhas vizinhas. O porto da ilha, em Fri, está também ligado por ferryboat às ilhas vizinhas.
A ilha de Kasos é conhecida pela pequena escala e alta qualidade do seu turismo, pela qualidade dos pratos de peixe e outras especialidades gastronómicas ali confeccionadas, entre as quais um queijo típico. A hospitalidade dos seus residentes ajudou a dar renome à ilha.

## História
Povoada pelo menos desde a Idade do Bronze, na Antiguidade Clássica a ilha de Kasos foi conhecida pelos topónimos de Amphie, Astrabe e, mais frequentemente, Achnis ou Acne.
Os primeiros habitantes conhecidos foram de origem minoica e micénica. Esses primeiros povodores terão chegado por volta de 1700 a.C. e seriam os telquines, um povo pertencente aos povos minoicos de Creta e de algumas ilhas vizinhas (como Rodes e Tilos). De acordo com a mitologia, a ilha terá sido chamada Kasos, em homenagem ao seu primeiro habitante, um homónimo filho do príncipe Cleómaco de Creta. Os minoicos governaram a ilha até depois de 1500 a.C., época em que surgiram os povos micénicos (ou aqueus), os futuros dórios, que por volta de 1200 a.C. construíram muralhas na ilha.
Fazendo fé no relato de Homero, Kasos foi uma das cidades-estado que contribuiu com navios para a Guerra de Troia (c. 1193 a.C. — 1184 a.C.), testemunho da sua rica história marítima, com ligações profundas à marinha mercante e à pirataria. Na Ilíada, Kasos é incluída no Catálogo dos navios do segundo canto (676-680) como tendo fornecido, em conjunto com Cós, Nísiros, Calímnos e Cárpatos, trinta navios sob o comando de Fídipe e Antifo, os quais integraram a armada grega liderada por Agamemnon e Aquiles.
Cerca de 800 a.C. a ilha foi conquistada por Rodes, mas em 479 a.C. já recuperara a sua independência e juntou-se à Liga de Delos, liderada por Atenas, aliança que durou até 371 a.C., quando a ilha rompeu com os atenienses e foi novamente integrada na esfera de influência de Rodes.
Em 334 a.C. a ilha foi conquistada por Alexandre, o Grande e novamente submetida a Rodes, mas em 305 a.C. ou 306 a.C. recuperou a sua independência, que manteve até cerca de 42 a.C., ano em que foi saqueada pelos romanos e integrada no Império Romano.
A ilha permaneceria integrada na esfera de Roma, sob o Império Romano do Ocidente e depois o Império Romano do Oriente até 1306. Contudo, o enfraquecimento do poderio romano deixou, desde o século VIII, a região do mar Egeu à mercê de piratas, com os quais os ilhéus tiveram de se contender.
Os habitantes de Kasos ajudaram os bizantinos entre 718 e 807 na sua luta a partir das bases em Rodes contra os árabes instalados em Creta, luta que só terminou com a reconquista cristã daquela ilha.
Em 1082 o Império Bizantino permitiu que a República de Veneza instalasse uma base naval em Kasos para apoiar o seu comércio nas ilhas do Dodecaneso, que então tinham no mar a sua principal actividade económica, através da marinharia e da pesca.
Em 1204, com a Queda de Constantinopla, Rodes e outras ilhas vizinhas, entre elas Kasos, permaneceram sob o controle do imperador, então refugiado em Niceia. Quando este em 1261 recuperou sua capital, Rodes e as ilhas vizinhas foram concedidas como feudo a diversos senhores. Nesse contexto, Rodes foi atribuída a um genovês, que em 1309 a vendeu aos Cavaleiros de São João de Jerusalém. Aqueles cavaleiros passaram então a dominar as ilhas do Dodecaneso, com exceção de Astipaleia, Cárpatos e Kasos.
Ao longo dos tempos seguintes a história da ilha esteve sempre ligada à sorte da vizinha ilha de Cárpatos. Assim, quando Cárpatos caiu no domínio da República de Veneza, entre 1309 e 1537, a ilha foi feudo da família Cornaro, ricos patrícios venezianos. Quando em 1453 a cidade de Constantinopla foi capturada pelos otomanos, a defesa da região ficou entregue aos Cavaleiros de São João de Jerusalém, então com base em Rodes, ilha que até 1480 se manteve livre do assédio otomano. Contudo, em 1523, após um longo sítio, a ilha de Rodes foi conquistada pelos otomanos, o que obrigou à retirada daqueles Cavaleiros da região do Egeu.
Em consequência da retirada dos Cavaleiros de São João de Jerusalém, a ilha de Kasos, tal como a vizinha Cárpatos, foi conquistada pelos turcos otomanos em 1537. Após a conquista, o sultão Solimão, o Magnífico, concedeu às ilhas uma carta de privilégio, pela qual os generais, almirantes e funcionários civis não tinham o direito de maltratar os ilhéus, que poderiam desfrutar de uma ampla autonomia, escolhendo os seus dirigentes. Na ilha haveria apenas oficial otomano, chamado soumbasis, ao qual cabia a supervisão geral da governação e defesa da ilha. Em troca do privilégio os habitantes pagavam, duas vezes por ano, um imposto ao sultão.
Apesar dos privilégios, um viajante relata que entre 1579 e 1599 a ilha terá sido despovoada, não sendo habitada até 1622, ano em que foi separada do Arcebispado de Cárpatos e foi erigida província patriarcal autónoma dentro da Igreja Ortodoxa Grega. Em 1670 teria cerca de cinco mil habitantes.
Em 1678, a ilha de Kasos foi ocupada pelo Império Russo, assim permanecendo até ao Tratado de Küçük-Kainarji, de 10 de dezembro de 1744, que estabeleceu sua evacuação pelos russos e a sua devolução ao Império Otomano.
Em 1824, durante a Guerra de independência da Grécia, Mehmet Ali, então o paxá do Egipto, ordenou a tomada da ilha, que em 1821 havia sido a primeira a proclamar a sua independência em relação ao Império Otomano e enviara os seus navios em apoio à causa da emancipação helénica, os quais tinham participado na evacuação de cerca de 600 rebeldes gregos de Creta, entre os quais Dimitris Kourmoulis e Astrinos.
Na sequência daquela ordem, a 18 de janeiro de 1824 um esquadrão de 14 navios egípcios bombardeou a ilha com a sua artilharia, sendo repelido pelo fogo das fortalezas de defesa costeira. A 14 de maio daquele ano uma nova força egípcia, incorporando navios de outras região do Império Otomano volta a aproximar-se da ilha, a qual estava então defendida pelos seus habitantes e por refugiados vindos de Creta.
Apesar dos pedidos de socorro enviados às autoridades gregas, nenhuma ajuda chegou, e a 27 de maio o resto da força enviada por Mehmet Ali cercou a ilha. Eram 25 navios de guerra, sob o comando do almirante Ishmael Gibraltar, comboiando 40 transportes com forças de desembarque. Após um violento bombardeamento, a armada egípcia, apoiada por uma força de desembarque constituída por cerca de 4 000 albaneses, tomou a ilha e a 7 de junho de 1824. Nesse dia queimou todos os edifícios da ilha, perpetrando no processo o assassínio em massa dos seus habitantes, num acontecimento que ficaria conhecido pelo Massacre de Kasos. A escala da destruição e mortandade foi tal que a trágica tomada de Kasos é considerada como um dos primeiros casos de genocídio da era moderna: dos cerca de onze mil habitantes estima-se que quase sete mil terão perecido.
Em consequência da sua conquista pelas forças a ilha permaneceu sob domínio otomano, situação que se manteve até 1912, já que pelo Tratado de Constantinopla (1832), depois reconfirmado pelo Tratado de Londres (1832) celebrado entre o Reino Unido, a França e a Rússia para a criação do Reino da Grécia e a sua entrega ao príncipe Oto da Baviera, a ilha Kasos, com o resto do Dodecaneso, foi mantida sob controlo otomano em troca da retirada turca da região da Eubeia.
Após a destruição da ilha pelos otomanos, a economia e a demografia da ilha retomaram lentamente a normalidade, com o crescimento baseado essencialmente na construção naval e na marinha mercante. A introdução dos navios a vapor, construídos em aço, levou ao declínio da construção naval na ilha, cujos estaleiros apenas produziam veleiros construídos em madeira. Esta situação conduziu a uma forte emigração, a qual no início da segunda metade do século XIX levou à perda de cerca de 5 000 habitantes, primeiro para o Egipto e para Istambul, para onde migraram essencialmente os habitantes de etnia turca, e depois para a Grécia continental, os Estados Unidos da América e a África do Sul. Na década de 1920, das cerca de 2300 casas existentes na ilha apenas 400 estavam permanentemente habitadas.
A 12 de maio de 1912, durante a Guerra Ítalo-Turca, a ilha foi ocupada por uma força desembarcada do navio Regina Elena da Regia Marina Italiana. Apesar do Tratado de Sèvres ter em 1920 cedido as ilhas do Dodecaneso à Grécia (com excepção de Rodes), a ocupação italiana manteve-se, pois por força do Tratado de Lausanne de 1923, as ilhas do Dodecaneso, entre as quais Kasos, foram incorporadas no Império Italiano com a designação de Isole Italiane dell'Egeo (Ilhas Italianas do Egeu).
Em 1943, após a queda do governo fascista de Benito Mussolini, os alemães ocuparam as ilhas, aí permanecendo até se renderem às forças britânicos em 1945. Após a Segunda Guerra Mundial, as ilhas foram cedidas pela Itália à Grécia por força dos Tratados de Paz de Paris, de 1947. Em 31 de março]] de 1947 as forças britânicas entregaram as ilhas ao almirante grego Perikles Ioannidis, que as governou até 28 de outubro de 1947, dia em que o Dodecaneso foi formalmente transferido para o controlo da Grécia. As ilhas foram formalmente incorporadas no Estado grego a 7 de março de 1948. Ioannidis permaneceu como governador militar do arquipélago até 1951.